# Salut les Musclés
La Croisière foll'amour
Salut les Musclés est une sitcom française en 264 épisodes de 26 minutes, créée par Jean-François Porry et diffusée entre le 22 décembre 1989 et 1994 sur TF1, dans le cadre du Club Dorothée. La série a été rediffusée sur AB1 et en Belgique sur AB4. Elle est également disponible sur la chaîne YouTube Génération Sitcoms

## Synopsis
Cette série, signée AB Productions, met en scène les membres du groupe de musique Les Musclés : Framboisier, Minet, Éric, Rémy et René. Ces cinq musiciens, célibataires endurcis, partagent le même appartement. Ils vivent des aventures farfelues : quiproquos, malentendus, jalousie, romances... Les Musclés voient leur existence bousculée par des personnages récurrents comme Justine, la nièce de Framboisier, ou Hilguegue, l'extraterrestre venant de la planète Vega, P'tit Gus, enfant extraterrestre turbulent, sans oublier Valériane de la Motte-Picquet, vicomtesse Dupré-aux-Moules, la petite amie hystérique et jalouse de Minet, qu'elle martyrise à grands coups de claques.

## Distribution
- Bernard Minet : Minet
- Éric Bouad : Éric
- Framboisier : Framboisier
- René Morizur : René
- Rémy Sarrazin : Rémy
- Joyce Châtelier-Brunet : Valériane Duprès aux Moules / Anémone de la Motte-Piquet
- Camille Raymond : Justine Girard (épisodes 19 à 98)
- Fabien Remblier : Jérôme (épisodes 58 et 66)
- Babsie Steger : Hilguegue
- Renan Mazéas : P'tit Gus
- Véronique Moest : Mademoiselle Catherine
- Richard Lornac : Bob Lornac
- Agnès Vialleton : Gueguestra

## Épisodes

### Première saison (1989-1990)
1. La bricoleuse
2. Le gourou
3. La voleuse
4. La petite annonce
5. L'ange du foyer
6. Madame Framboisier
7. Maman
8. Quelle famille
9. Le docteur
10. Le milliardaire
11. Providence
12. Fais pas ton cinéma
13. La révolutionnaire
14. La grande blonde avec un chapeau noir
15. Leçon de maintien
16. La statue inca
17. L'anniversaire de Minet
18. Tout feu tout flamme
19. Les tontons
20. La rentrée des classes
21. Changement de décor
22. Les fleurs
23. Les oreillons
24. Le prof de maths
25. La giga boum
26. La femme idéale, première partie
27. La femme idéale, seconde partie
28. Le téléphone de Justine
29. Au régime, première partie
30. Au régime, seconde partie
31. La bonne occase
32. L'exposé
33. L'autostoppeuse
34. La princesse Gwendoline
35. La propriétaire
36. L'argent de poche
37. Les loubards
38. La visiteuse
39. Coralie
40. La photographe
41. Les miss
42. Le bébé de Minet
43. La demande en mariage
44. La choriste des Musclés
45. Éric et Géronimo
46. Le fils du Cheik, première partie
47. Le fils du Cheik, seconde partie
48. La cousine Sophie
49. La Schkoumoune
50. La tante Fanny
51. Une interview musclée
52. L'étrangère, première partie
53. L'étrangère, seconde partie
54. Joyeux Noël, épisode pilote no 0

### Deuxième saison (1990-1991)
1. La séduction
2. La leçon de musique
3. Du super dans le réservoir, première partie
4. Du super dans le réservoir, seconde partie
5. Comment soulever les garçons
6. Le coup de pompe
7. La quarantaine
8. Vega Force One, première partie
9. Vega Force One, seconde partie
10. Le bal masqué
11. La fausse manœuvre
12. Rencontre du 2e type
13. Un clown chasse l'autre
14. C'est le flash
15. Bleu bleu bleu
16. Sophie
17. L'amnésique
18. La Saint Valentin
19. Machine arrière
20. Mademoiselle Li
21. Le théorème de Thalès
22. Le blues
23. Le pot de colle
24. Départ en week-end
25. Le retour
26. James
27. Pour l'honneur des Musclés
28. Les mousquetaires
29. Le château du Lochness
30. La morsure
31. La gangsteuse
32. L'idylle
33. Gigi
34. Sainte Hilguegue
35. Les pantoufles, première partie
36. Les pantoufles, seconde partie
37. La bombe
38. Docteur René et Mister Hard
39. Mission spéciale
40. Abeille mutine
41. Retour aux sources
42. Éric vend sa guitare
43. L'enlèvement
44. La panne
45. Le choc
46. Des super copines
47. J'achète Framboisier
48. La déesse Hilguegue
49. Le test de la marguerite
50. Changement de programme
51. Une femme parfaite
52. La robe de mariée
53. Bon pour le service

### Troisième saison (1991-1992)
1. Les pleins pouvoirs
2. Ollé
3. Mémé Joséphine
4. L'amoureux
5. Gontran le sournois
6. Maman Noël
7. L'esquimaude
8. P'tit Gus, première partie
9. P'tit Gus, seconde partie
10. La grosse tête
11. La bonne année
12. La boule de cristal
13. Les groupies
14. La malédiction
15. S.O.S. cœurs brisés
16. Carlos
17. Le cirque
18. Vive la campagne
19. Le choc des titans
20. Haro sur le Minet, première partie
21. Haro sur le Minet, seconde partie
22. Dossier A 37
23. Kitty Big Band
24. Gueguestra
25. La fille du lit
26. Retour en force
27. La kuisine
28. Encore un papa
29. Gus à l'école
30. K2 piles
31. Méli mélo
32. Higulus et Juliette
33. Kung-fu master
34. Plan ORSEC
35. Un portrait frappant
36. Sidney
37. Mademoiselle Catherine
38. Cousine Betty
39. Quel cinéma
40. Un vrai cordon bleu
41. Vava
42. Angela D
43. Le baiser de minuit
44. Les Musclettes Balls
45. La doublure
46. Le roi de cœur
47. Bon anniversaire
48. Camille
49. Rock'n roll
50. Une main innocente
51. Mimi, première partie
52. Mimi, seconde partie

### Quatrième saison (1992-1993)
1. Un concours boiteux
2. Hector
3. Mic mac chez les Musclés
4. Julien
5. Le clin d'œil
6. Un Noël enchanté
7. Le coup de soleil
8. La fille du clair de lune
9. Musklouskouiou
10. Le blâme, première partie
11. Le blâme, seconde partie
12. Celles qu'on n'oublie pas
13. Le fiancé de mademoiselle Catherine
14. Hello Susy
15. HTB cherche JF jolie
16. Olga
17. Je veux grandir
18. La boxeuse
19. Le monde à l'envers
20. Les mains dans la farine
21. Beeeh !!!
22. Le fils de Géronimo
23. Attila est là
24. Les geishas des papas
25. La canadienne
26. Le vernissage
27. La cure de santé
28. Quand on veut le Pérou
29. Le gros lot
30. Le cours de danse
31. La B.A.
32. Sauce à la napolitaine
33. La gomina de Minet
34. La fille du bédouin
35. Honk Honk
36. Les hommes objets
37. Attachez vos ceintures
38. Cherchez la femme
39. Les rollers maids
40. Néfertiti
41. Le karma de mademoiselle Catherine
42. Copies conformes
43. Tant qu'il y aura des Musclés
44. Pour quelques signatures
45. La fille d'en face
46. Le baby sitting
47. Les comptes de Peggy
48. Mercredi 17 heures
49. La fille du major
50. Mimi s'ennuie
51. Les oreillons de Gus
52. La maladie de René
53. Bazooka

### Cinquième saison (1993-1994)
1. Le tombeur
2. Sar Bischnou
3. La carte à puce
4. Un évènement très important
5. Le baiser de la pampa
6. Satisfaction
7. Valy a disparu
8. Scarlett
9. Œil pour œil
10. Christophine et Nuoc Nam
11. Bob Lornac de Longjumeau, première partie
12. Les planeuses
13. À l'abordage
14. Le sixième Musclés
15. Le bébé d'Hilguegue
16. Bob Lornac de Longjumeau, seconde partie
17. Le crampon
18. La fiancée de Bob Lornac, première partie
19. Le chevalier blanc
20. Monsieur Toto
21. Un amour de vacances
22. Le philtre d'amour
23. À cause d'une fille
24. Chien rose
25. La fiancée de Bob Lornac, seconde partie
26. Dure journée pour Minet
27. Musclosaurus
28. Le gagnant
29. Toutes folles de lui
30. L'alsacienne
31. Caroline
32. Mariages
33. Une recette infaillible
34. La garde du corps
35. La fille du géolier
36. Le chant des sirènes
37. Chuut
38. Oui docteur...
39. Quand les filles s'en mêlent
40. Jojo
41. Pascale
42. Le look musclé
43. Les écossaises
44. Le sport d'abord
45. La déprime
46. Gilda
47. Régime sans elle
48. La remplaçante
49. Les mignonnes
50. Le traître
51. Top model
52. L'oiseau rare

## Commentaires
Le générique de la série est la musique de la chanson Salut les Musclés interprétée en duo avec Dorothée et présente sur le premier album des Musclés : La Fête au village, sorti en 1989. Chanson qui fut créée pour le spectacle Zénith 88 de Dorothée.
Salut les Musclés a donné lieu à plusieurs séries dérivées : les Musclés reprendront leurs rôles de célibataires endurcis dans La Croisière foll'amour, dont l'action se déroule sur un bateau de croisière, tandis que le personnage de Justine sera l'héroïne de Premiers Baisers (où réapparaît également le personnage de Jérôme, son petit ami). À son tour, Premiers Baisers donnera naissance à plusieurs séries dérivées, dont la plus célèbre est Hélène et les Garçons. Les Musclés apparaîtront tout naturellement dans Famille fou rire, un téléfilm diffusé sur TF1 le 1er janvier 1993, réunissant les personnages de plusieurs séries d'AB Productions et les animateurs du Club Dorothée. 
Salut les Musclés se déroulait quasi exclusivement dans le même décor : le salon et la cuisine de l’appartement des Musclés, mais aussi dans la cafétéria de mademoiselle Catherine. Quatre épisodes ont été tournés en extérieur (juste à côté des plateaux AB), ce sont les épisodes 21 (Changement de décor), 33 (L'Auto-stoppeuse), 46 et 47 (Le Fils du cheik 1 et 2).
Richard Lornac, musicien ayant travaillé avec les Musclés, apparaît dans quelques épisodes de la série, dans le rôle de Bob Lornac. Mathilde Seigner et Véronika Loubry ont fait une apparition dans la série, la première dans l'épisode 162 intitulé Julien, la seconde dans l'épisode 197 intitulé Les Rollers maids. Ingrid Chauvin a fait deux apparitions dans la série (dans l'épisode 250 intitulé Quand les filles s'en mêlent et dans l'épisode 257 intitulé Gilda), tout comme Hélène Rollès (dans l'épisode 34, La Princesse Gwendoline, puis dans l'épisode 98, Le Choc). Dorothée, Isabelle Bouysse, Ophélie Winter, Alexandra Vandernoot, Laurence Badie et Danièle Évenou ont également joué des rôles éclairs dans la série.